# Mizithra
Mizithra (grec, μυζήθρα) és un formatge grec de llet d'ovella i de cabra, tradicionalment sense pasteuritzar. S'elabora amb sèrum de feta i kefalotiri. Té una humitat d'aproximadament el 66% i un contingut de matèria grassa del 15%. En el passat, es penjaven boles de mizithra fora de les cases en llençols de mussolina perquè s'assecaren a l'aire.
Hi ha dues versions; fresc i curat. El primer és suau i el segon, amb forma d'un ou d'estruç, és de textura suau però ferma i sabor picant, com un ricotta salata italià. La varietat curada o més agra es coneix com a Ksinomizithra, del qual el més conegut és el formatge Ksinomizithra Kritis amb Denominació d'Origen Protegida, que és excel·lent per a ratllar. Es menja per postres amb mel, o com mezes amb olives i tomàquet.
A Grècia es fan diversos formatges de sèrum, i els més coneguts: mizithra, anthótiro, manouri i ksinomizithra. A Xipre hi ha un formatge similar a tots dos tipus, fresc o sec, anomenat Anarí (Αναρή en grec).